# Поперечная скорость
Попере́чная ско́рость (трансверса́льная ско́рость, азимута́льная ско́рость) — проекция скорости точки (на рисунке — A) на прямую, перпендикулярную радиус-вектору {\displaystyle {\vec {OA}}.}

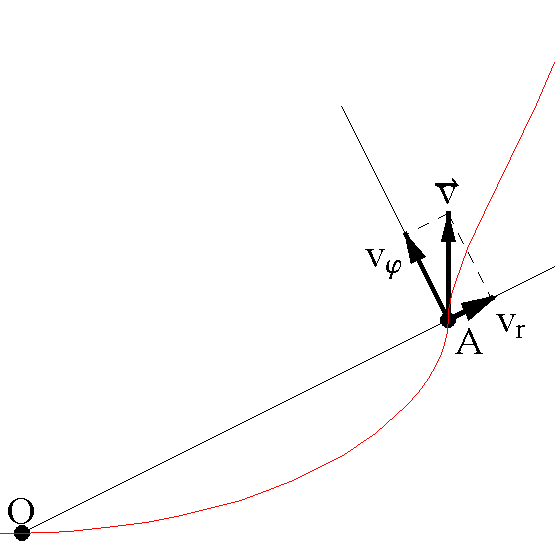

В цилиндрической, полярной и сферической системах координат — одна из компонент скорости. Другая компонента — радиальная (лучевая) скорость. Таким образом, она является обобщённой скоростью в этих системах координат.
По определению, азимутальная скорость является скаляром и находится по формуле:
{\displaystyle v_{\phi }={\vec {v}}\cdot {\vec {e}}_{\phi }},
где {\displaystyle {\vec {e}}_{\phi }={\frac {\partial {\vec {r}}}{\partial \phi }}} — орт, направленный вдоль координаты {\displaystyle \phi }.
Выраженная в координатах азимутальная скорость равна
{\displaystyle v_{\phi }=r{\frac {d\phi }{dt}}=r{\dot {\phi }}}